# Campionat Europeu de Salts de 2015 – 3 metres trampolí sincronitzat masculí
La prova de 3 metres trampolí masculí sincronitzat del Campionat Europeu de Salts de 2015 es va disputar a Rostock el dia 12 de juny.

## Resultats
*   Finalista
| # | Saltador                           | País       | Preliminar> | Preliminar> | Final     | Final   |
| # | Saltador                           | País       | Puntuació   | Posició     | Puntuació | Posició |
| - | ---------------------------------- | ---------- | ----------- | ----------- | --------- | ------- |
| 1 | Ilja Zaharov Jevgenyij Kuznyecov   | Rússia     | 422,94      | 1           | 462,96    | 1       |
| 2 | Illja Kvasa Olekszandr Horskovozov | Ucraïna    | 418,50      | 2           | 430,89    | 2       |
| 3 | Patrick Hausding Stephan Feck      | Alemanya   | 413,28      | 3           | 419,73    | 3       |
| 4 | Andrzej Rzeszutek Kacper Lesiak    | Polònia    | 379,41      | 4           | 375,87    | 4       |
| 5 | Michele Benedetti Tommaso Rinaldi  | Itàlia     | 337,59      | 8           | 373,38    | 5       |
| 6 | Jack Haslam Freddie Woodward       | Regne Unit | 365,28      | 5           | 372,39    | 6       |
| 7 | Yauheni Karaliou Andrei Pavluk     | Belarús    | 364,98      | 6           | 370,38    | 7       |
| 8 | Nicolás García Héctor García       | Espanya    | 354,45      | 7           | 357,18    | 8       |
| 9 | Jouni Kallunki Otto Lehtonen       | Finlàndia  | 324,54      | 9           | 352,26    | 9       |